# Nhà hát Pinokio ở Łódź

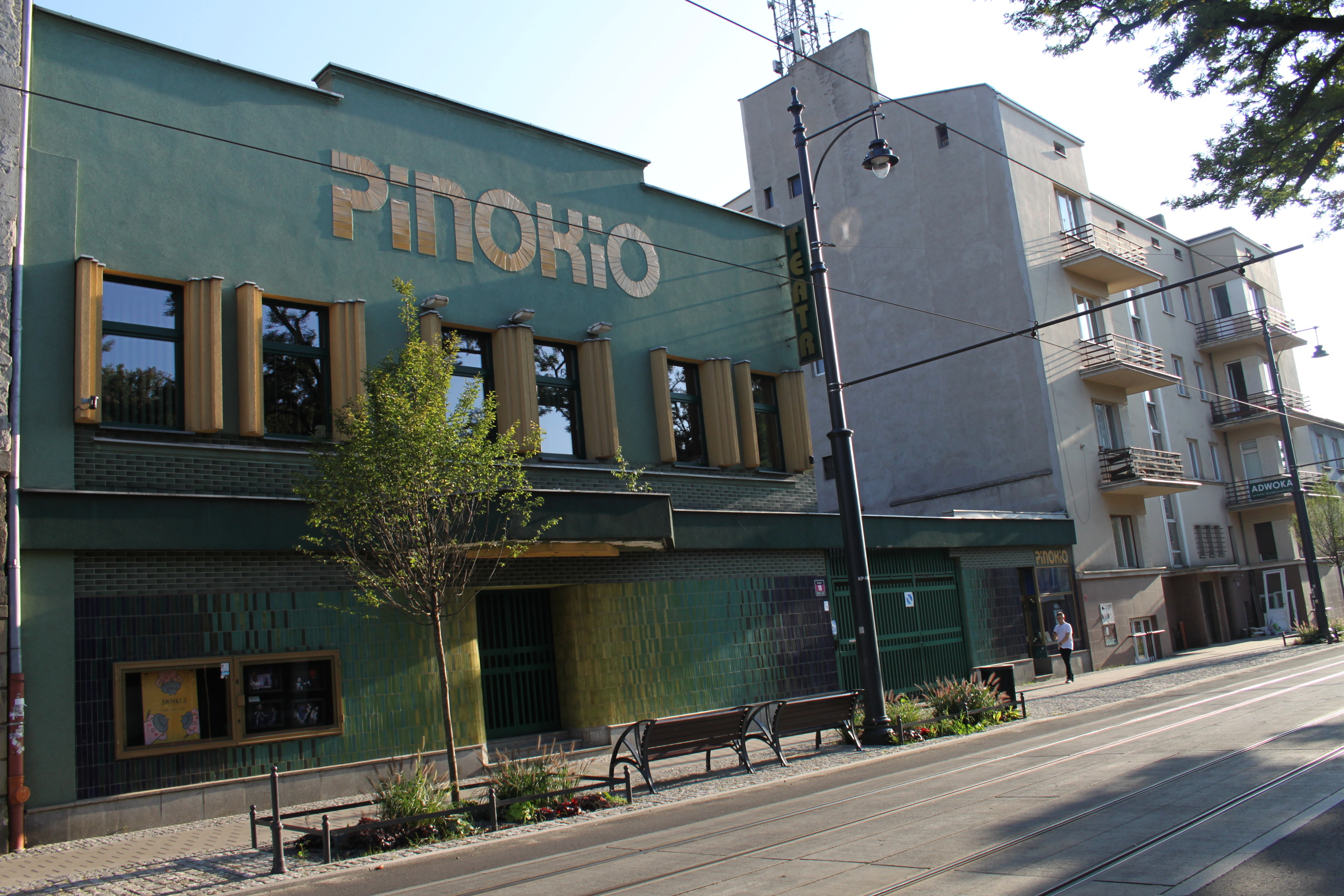
Nhà hát Pinokio ở Łódź (2018)

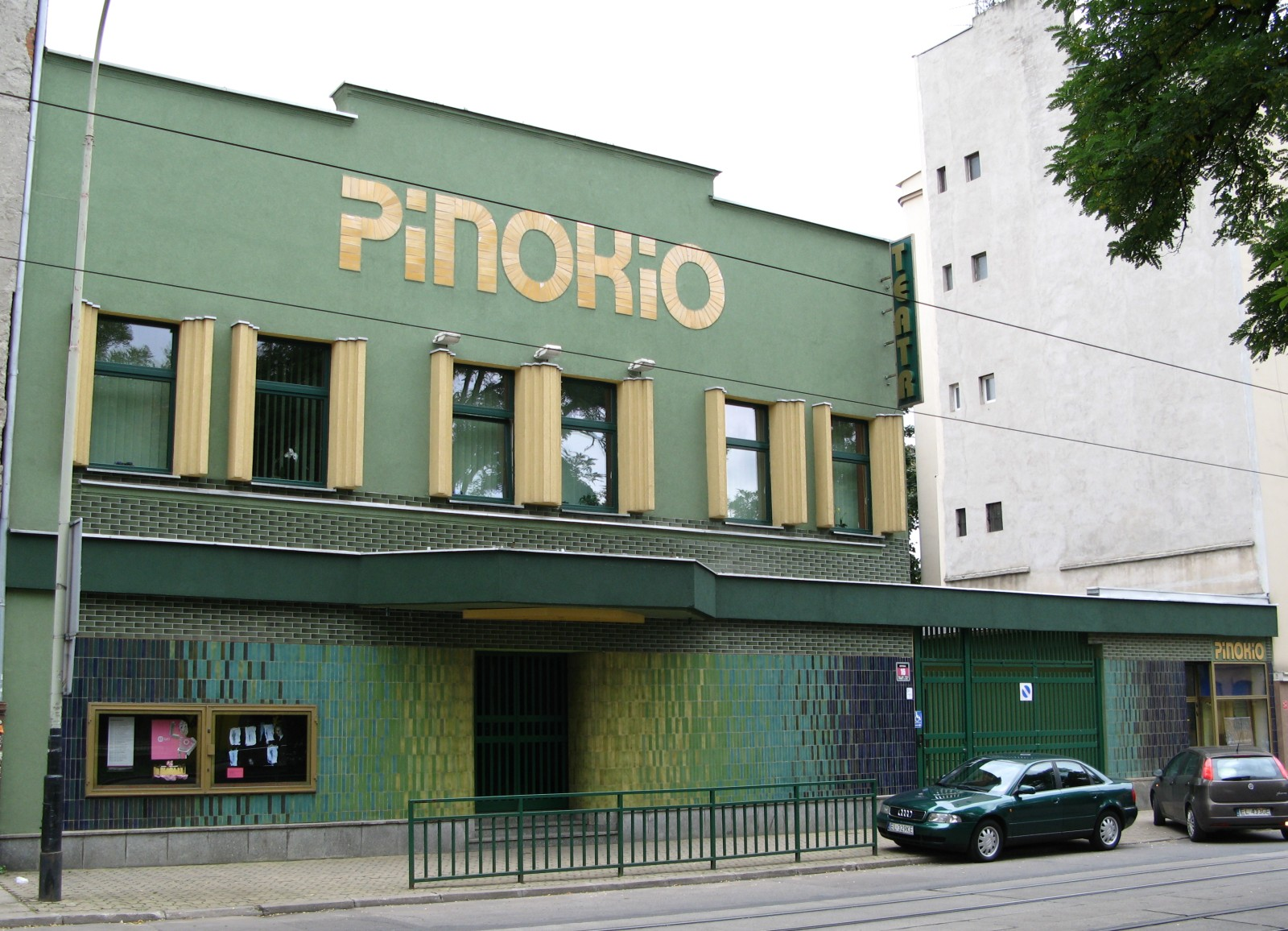
Nhà hát Pinokio ở Łódź (2010)

Nhà hát Pinokio ở Łódź (tiếng Ba Lan: Teatr Pinokio w Łodzi) là một trong những nhà hát lâu đời nhất ở Ba Lan, tọa lạc tại số 16 Phố Kopernika ở Łódź và bắt đầu hoạt động vào tháng 5 năm 1945. Năm 1950, Nhà hát được quốc hữu hóa.
Năm 2012, tên Nhà hát Múa rối và Diễn viên Pinokio ở Łódź được chính thức đổi thành Nhà hát Pinokio ở Łódź.
Nhà hát Pinokio ở Łódź thường xuyên tham gia các cuộc thi và liên hoan sân khấu tại khắp Ba Lan và quốc tế, bao gồm: Anh, Áo, Đức, Thụy Sĩ và Thổ Nhĩ Kỳ. Với sự cống hiến hết mình của các nghệ sĩ, Nhà hát được trao tặng nhiều giải thưởng nghệ thuật danh giá cho các vở diễn xuất sắc.
Hiện nay, Nhà hát có 2 sân khấu: một sân khấu lớn (155 chỗ ngồi) và một sân khấu nhỏ (khoảng 50 chỗ ngồi).

## Tiết mục
Đối tượng: thu hút mọi đối tượng đặc biệt là khán giả nhỏ tuổi, thanh thiếu niên, người lớn, gia đình ở Łódź cho đến những du khách nước ngoài yêu nghệ thuật.
Các tiết mục của Nhà hát Pinokio ở Łódź vô cùng phong phú và hấp dẫn: nhiều loại hình sân khấu nghệ thuật (múa rối, diễn kịch, trình diễn thơ ca, hòa nhạc, ảo thuật...). Trong đó, nổi bật là các vở diễn dựa trên các tác phẩm văn học kinh điển của Ba Lan và thế giới, kết hợp hoàn hảo giữa nghệ thuật cổ điển và đương đại, chẳng hạn như Thuyền trưởng Nemo của Jules Verne, Oscar và Mrs. Rose của Éric-Emmanuel Schmitt, hay các tác phẩm của Andersen.

## Sự kiện
Bên cạnh các chương trình biểu diễn đặc sắc, Nhà hát Pinokio ở Łódź còn tổ chức nhiều hội thảo, lớp hướng dẫn và các hoạt động sân khấu độc đáo khác. Nhà hát là đơn vị tổ chức một lễ hội nổi tiếng ở Łódź: Liên hoan Sân khấu Quốc tế "Teatralna Karuzela" - được Bộ trưởng Bộ Văn hóa và Di sản Quốc gia đồng tài trợ.